# Francesco II. Acciaiuoli

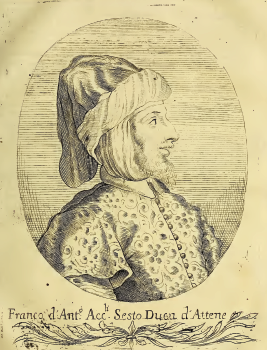
Francesco II Acciaiuoli

Francesco II. Acciaiuoli, eigentlich Franco († 1460), war der letzte Herzog von Athen. Er war ein Sohn des Herzogs Antonio II. Acciaiuoli und der Maria Zorzi.
Nach dem Tod Herzog Nerios II. 1451 wurde die Macht von dessen Witwe Clara Giorgio übernommen. Diese heiratete sofort ihren Geliebten, Bartolome Contarini, der dafür seine erste Ehefrau ermorden ließ. Dies rief bei der Bevölkerung Athens Empörung hervor, gefolgt von einer Beschwerde beim osmanischen Sultan. Der verfügte 1454 die Absetzung der Herzogin und setzte Franco als neuen Herzog ein. Der setzte Clara Giorgio in Megara gefangen und ließ sie wenig später, laut dem Historiker Laonikos Chalkokondyles, umbringen. Dies wiederum nutzte Contarini für eine Klage bei Sultan Mehmed II., der nun die Vernichtung des Herzogtums Athen befahl. 
Franco und seine Untertanen verschanzten sich auf der Akropolis, wo sie bis Juni 1458 standhielten. Mehmed II. betrat Athen im August und erlaubte Franco, sich als sein Vasall nach Theben zurückzuziehen. Damit hörte das Herzogtum nach 254 Jahren auf zu bestehen.
1460 wurde Mehmed von den Janitscharen von einer Verschwörung informiert, die Franco wieder in Athen einzusetzen beabsichtigte. Franco wurde von Zaganos Pascha, einem der Statthalter des Sultans, nach Morea gerufen, wo er ihn bewirtete, ihm aber auch am Ende einer langen Nacht eröffnete, dass seine letzte Stunde geschlagen habe. Francos letzter Wunsch, in seinem eigenen Zelt getötet zu werden, wurde erfüllt.
Er war verheiratet mit Maria Asanina, mit der er zwei Söhne und eine Tochter hatte. Die Söhne wurden zu Janitscharen ausgebildet, die Tochter wurde zum Harem übergeben.